# Giovanni Battista Albanese
Giovanni Battista Albanese lub Giambattista Albanese (ur. 1573 w Vicenzy, zm. 1630 tamże) – wenecki rzeźbiarz i architekt. W latach 1621–1623 był kierownikiem budowy mostu św. Michała w Vicenzy.
Był uważany za jednego z pierwszych rzeźbiarzy barokowych.

## Wybrane prace[1][3]
- fasada Oratorio del Gonfalone w Vicenzy[4]
- posągi kościoła Santa Corona w Vicenzy[5]
- posągi na Łuku Triumfalnym w Vicenzy (1595)
- 12 posągów w Rotondzie (1606)
- posągi na fasadzie kościoła św. Wincenta w Vicenzy (1614–1616)[6]
- pietà (1617)
- 5 posągów przy fasadzie bazyliki San Giorgio Maggiore w Wenecji (1619)
- posągi zwieńczające fasadę Bazyliki Palladiańskiej (1619)